# محمود ميعاري
محمود حسين ميعاري (مواليد 22 آب/أغسطس 1943 في سخنين، الجليل – فلسطين) هو عالم اجتماع فلسطيني من فلسطينيي 1948، وبروفيسور متقاعد من جامعة بيرزيت. ركز في أبحاثه على قضايا الهوية الجماعية، والعلاقات الإثنية، والثقافة السياسية للفلسطينيين في إسرائيل والضفة الغربية وقطاع غزة، مستخدمًا في أغلب أبحاثه المنهج الكمي وتحليل البيانات الكمية إحصائيًا. نُشرت له عشرات الأبحاث باللغتين العربية والإنجليزية، وبعضها بالعبرية.
بعد تقاعده من جامعة بيرزيت، ترأس المجلس التربوي العربي في الناصرة بين عامي 2012 و2015، وخلال رئاسته للمجلس حرر كتابين حول مناهج التعليم العربي في إسرائيل.

## التعليم
أنهى ميعاري دراسته الابتدائية في سخنين عام 1959، والثانوية في المدرسة الثانوية البلدية في الناصرة عام 1963. حصل على درجة بكالوريوس في علم الاجتماع والعلوم السياسية من الجامعة العبرية في القدس عام 1968، ثم ماجستير في علم الاجتماع من الجامعة نفسها عام 1972، ودكتوراه من جامعة ولاية نيويورك في ستوني بروك عام 1983.

## الخبرة المهنية
بدأ ميعاري مسيرته المهنية باحثًا في معهد غوتمان للأبحاث الاجتماعية التطبيقية في القدس الغربية (1971–1978). من أبرز أبحاثه هناك:
- تسرب الطلاب من المدارس الابتدائية في الوسط العربي (مع صبحي أبو غوش، 1977، بالعبرية).[5]
- هوية الأكاديميين العرب في إسرائيل (1978، بالإنجليزية).[6]

في السنوات الثلاث الأخيرة لعمله في المعهد، عمل جزئيًا في جامعة بيرزيت. وفي عام 1979 قدّم استقالته من المعهد، والتحق بوظيفة كاملة بالجامعة، حيث تدرّج في الرتب الأكاديمية حتى حصل على رتبة الأستاذية الكاملة عام 2001. تولى في الجامعة عدة مناصب إدارية أهمها:
- عميد كلية الآداب (1998–2002).
- عضو مجلس جامعة بيرزيت (1998–2002).
- رئيس دائرة علم الاجتماع والإنسان (1984–1987) و(1995–1997).
- رئيس لجنة إعداد برنامج ماجستير الدراسات الإسرائيلية (2012).

كما عمل جزئيًا في قسم التربية الخاصة في المجتمع العربي في كلية دافيد يلين للتربية في القدس (2001–2011)، حيث درّس مساقي "حلقة دراسية" و"مناهج البحث الاجتماعي"، وأجرى مع خنساء ذياب بحثًا حول الهوية الجماعية للطلاب العرب في الكلية.

## المؤلفات

### كتب
- مناهج التعليم العربي في إسرائيل – الجزء الثاني (تحرير)، المجلس التربوي العربي، الناصرة، 2015.
- مناهج التعليم العربي في إسرائيل – الجزء الأول (تحرير)، المجلس التربوي العربي، الناصرة، 2014.
- الثقافة السياسية في فلسطين (تأليف)، معهد إبراهيم أبو لغد، جامعة بيرزيت، 2003.

### أبحاث مختارة باللغة الإنجليزية
- Mi’ari, Mahmoud & Michael Schulz, “Whither Democracy in Palestine?”, Journal of Holy Land and Palestine Studies, October 2022.
- Mi’ari, Mahmoud, “Collective Identity of Palestinians in Israel after Oslo”, International Journal of Humanities and Social Sciences, July 2011.
- Mi’ari, Mahmoud, “Transformation of Collective Identity in Palestine”, Journal of Asian and African Studies, December 2009.
- Mi’ari, Mahmoud, “Attitudes of Palestinians Toward Normalization with Israel”, Journal of Peace Research, May 1999.
- Mi’ari, Mahmoud, “Self-Identity and Readiness for Interethnic Contact of Young Palestinians in the West Bank”, Canadian Journal of Sociology, Spring 1999.

### أبحاث مختارة باللغة العربية
- "اتجاهات الجمهور الفلسطيني نحو مقاومة الاحتلال"، المستقبل العربي، أيار 2019.
- "تطور هوية الفلسطينيين على جانبي الخط الأخضر"، مجلة الدراسات الفلسطينية، صيف 2008.
- "اتجاهات الجمهور الفلسطيني نحو الديمقراطية"، دراسات، سلسلة العلوم الإنسانية، الجامعة الأردنية، شباط 2001.
- "الذات والآخر في نظر الشباب الفلسطيني"، مجلة العلوم الاجتماعية (جامعة الكويت)، خريف 1997.
- "السلوك السياسي للطلبة الجامعيين في فلسطين"، دراسات، سلسلة العلوم الإنسانية (الجامعة الأردنية)، آب 1996.

### فصول مختارة في كتب
- Mi’ari, Mahmoud & Nazih Natur, “Collective Identity and Mental Health among Palestinians in Israel”, in Mental Health Themes among Palestinian Citizens in Israel, Haj Yahia, Nakash & Levav (eds), Indiana University Press, 2019.
- ميعاري، محمود، "التركيب السكاني (في إسرائيل)"، في كتاب دليل إسرائيل العام، تحرير صبري جريس وأحمد خليفة، مؤسسة الدراسات الفلسطينية، 1996.

### مقالات قصيرة
نشر مقالات رأي في موقع عرب 48، منها:
- "النكبة ليست وليدة حرب 1948"، 15/05/2020.
- "اللوبي الصهيوني في أميركا"، 23/12/2019.
- "دولة الخطوات: من أوسلو إلى أين؟"، 14/12/2016.[9]

## وصلات خارجية
- صفحة محمود ميعاري في جامعة بيرزيت
- قائمة مؤلفات محمود ميعاري – بحث Google
- مقالات محمود ميعاري في موقع عرب 48

قالب:تصنيف كامن